# Maladie de Kennedy
 Mise en garde médicale
La maladie de Kennedy (également connue sous les noms de amyotrophie bulbo-spinale liée à l'X, atrophie musculaire spinale et bulbaire et SMAX1) est une maladie neuromusculaire génétique du groupe des amyotrophies spinales en rapport avec une expansion du gène codant le récepteur aux androgènes. Elle affecte essentiellement les garçons.

## Étiologie
Une expansion du codon CAG répété (> 38 CAG) du gène AR situé au niveau du locus q11-q12 du chromosome X.

## Description
Les signes de la maladie n’apparaissent pas avant la puberté. L’adolescent présente une puberté tardive ou faible avec une gynécomastie et une hypotrophie testiculaire.
Les faiblesses musculaires et l’atrophie musculaire apparaissent vers l’âge de 20 ans mais parfois pas avant 50 ans.
Les premiers signes sont la difficulté à la marche ou la tendance aux chutes.
Après une ou deux dizaines d'années d’évolution, la difficulté à monter les escaliers est manifeste. Et 1/3 des individus au bout de 20 ans sont en chaise roulante.
Des difficultés à la déglutition ou à l’élocution témoignent de l’atteinte des risques bulbaires pouvant aboutir à un décès par insuffisance respiratoire (atteinte du diaphragme) surtout chez les patients en chaise roulante.
Mais cette pathologie est rarement menaçante et la durée de vie n’est pas diminuée par cette pathologie.
Des troubles de l'érection sont souvent décrits chez ces patients.

## Diagnostic

### Clinique
(février 2012).
- Adolescent présentant une atrophie testiculaire et/ ou une azoospermie avec une gynécomastie
- Maladie du motoneurone avec faiblesse musculaire et ou des crampes des membres.
- Maladie du motoneurone bulbaire avec fasciculations de la langue et des lèvres.
- Déglutition difficile
- Absence de signes d’atteinte cérébrales (Pas d'hyperréflectivité)
- Histoire familiale de maladie liée à l'X

### Électromyographie
Elle mettra en évidence une atteinte des neurones moteurs périphériques : une diminution des vitesses de conduction ou des amplitudes des potentiels d'action, un tracé de dennervation (aiguë) ou neurogène (chronique).

### Génétique
L’expansion du triplet CAG répété (> 38 CAG) du gène AR situé au niveau du locus q11-q12 du chromosome X fait le diagnostic. Le nombre normal d’expansion du triplet est égal ou inférieure à 34. Aucun consensus n’existe sur la signification d’une expansion du triplet entre 35 et 37

## Diagnostic différentiel
(février 2012).
Principalement avec :
- Sclérose latérale amyotrophique
- Les autres formes d’amyotrophie spinale
- Les autres maladies neuromusculaires s’accompagnant d’atrophie et de faiblesse musculaire :
  - Ataxie spinocérébelleuse
  - Ataxie de Friedreich
  - Maladie de Tay-Sachs
  - Leucodystrophie liée à l'X

## Épidémiologie
L'incidence est de 1 sur 50 000 naissances de garçons. Cette pathologie touche les populations européennes et asiatiques. Elle semble peu toucher les populations noires. Les populations japonaises et scandinaves semblent être plus touchées par cette pathologie.

## Traitements
Il n'existe actuellement aucun traitement curateur ou préventif. Son mode de transmission récessive est liée à l’X.

## Histoire
La maladie a été décrite pour la première fois en 1968 par William R. Kennedy. Son nom ne fait donc pas référence au président John Fitzgerald Kennedy.